# Pseudomicippe okamotoi
Pseudomicippe okamotoi is een krabbensoort uit de familie van de Majidae. De wetenschappelijke naam van de soort is voor het eerst geldig gepubliceerd in 1938 door Sakai.